# Stara Wieś Druga (województwo mazowieckie)
Stara Wieś Druga – wieś sołecka w Polsce położona w województwie mazowieckim, w powiecie otwockim, w gminie Kołbiel.
W latach 1975–1998 miejscowość położona była w województwie siedleckim.
Wierni Kościoła rzymskokatolickiego należą do parafii Świętej Trójcy w Kołbieli.